# Mondevert
Mondevert ist eine französische Gemeinde im Département Ille-et-Vilaine in der Region Bretagne. Sie gehört zum Kanton Vitré im Arrondissement Fougères-Vitré.

## Geografie
Die Gemeinde Mondevert liegt acht Kilometer südöstlich von Vitré. Sie grenzt im Westen und im Norden an Erbrée, im Nordosten an Bréal-sous-Vitré, im Südosten an Le Pertre und im Südwesten an Argentré-du-Plessis. Durch das Gemeindegebiet führt die autobahnartig ausgebaute N 137.

## Bevölkerungsentwicklung

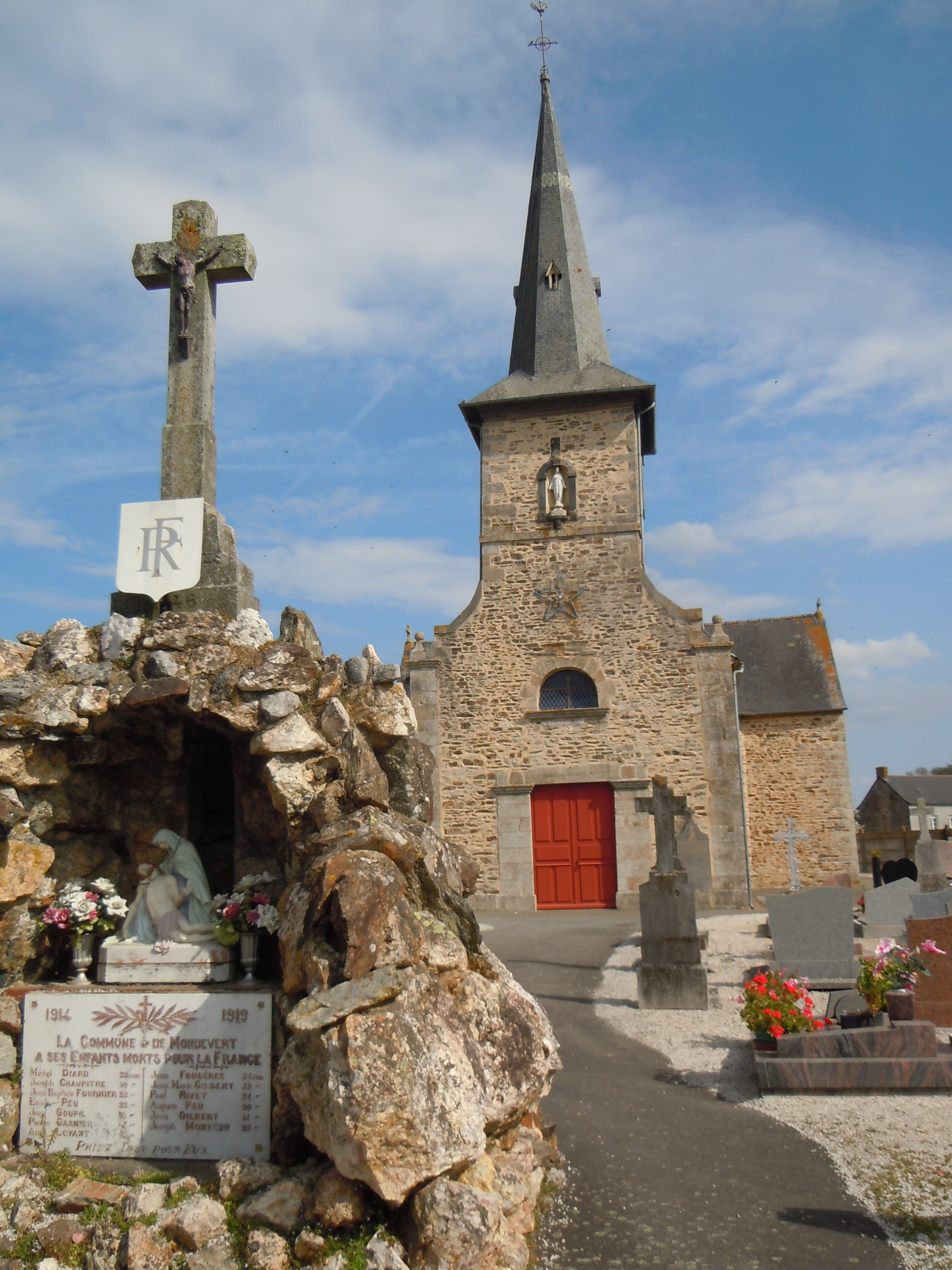
Kirche Sainte-Marie-Madeleine

| Jahr                       | 1962 | 1968 | 1975 | 1982 | 1990 | 1999 | 2009 | 2020 |
| Einwohner                  | 326  | 315  | 318  | 357  | 458  | 576  | 775  | 817  |
| Quellen: Cassini und INSEE |      |      |      |      |      |      |      |      |